# Citrus khasya
Citrus khasya là một loài thực vật có hoa trong họ Cửu lý hương. Loài này được Markovitch mô tả khoa học đầu tiên năm 1930.